# Puchar Pięciu Narodów 1920
Puchar Pięciu Narodów 1920 – szósta edycja Pucharu Pięciu Narodów, corocznego turnieju w rugby union rozgrywanego pomiędzy pięcioma najlepszymi zespołami narodowymi półkuli północnej, która odbyła się pomiędzy 1 stycznia a 3 kwietnia 1920 roku. Wliczając turnieje w poprzedniej formie, od czasów Home Nations Championship, była to trzydziesta trzecia edycja tych zawodów. Trzy reprezentacje ukończyły zawody z bilansem trzech zwycięstw i jednej porażki, toteż zdobyły tytuł ex aequo.
Zgodnie z ówczesnymi zasadami punktowania dropgol był warty cztery punkty, podwyższenie dwa, natomiast przyłożenie i pozostałe kopy trzy punkty. W tej edycji po raz pierwszy w meczu międzynarodowym jeden zawodnik zdobył punkty we wszystkie cztery możliwe sposoby, uczynił to Jeremiah Shea w spotkaniu Walia-Anglia. Francuzi natomiast odnieśli pierwsze w historii wyjazdowe zwycięstwo.

## Mecze
| 1 stycznia 1920 | Francja                  | 0:5 | Szkocja | Parc des Princes, Paryż Widzów: 25 000 Sędzia: Frank Potter-Irwin |
| 1 stycznia 1920 | Crole 3 (P) Laing 2 (pd) | 0:5 |         | Parc des Princes, Paryż Widzów: 25 000 Sędzia: Frank Potter-Irwin |

| 17 stycznia 1920 | Walia                                | 19:5(3:5) | Anglia        | St. Helens Ground, Swansea Widzów: 40 000 Sędzia: J. Tulloch |
| 17 stycznia 1920 | Powell 3 (P) Shea 16 (P, pd, K, 2dg) | 19:5(3:5) | Day 5 (P, pd) | St. Helens Ground, Swansea Widzów: 40 000 Sędzia: J. Tulloch |

| 31 stycznia 1920 | Anglia                           | 8:3(3:3) | Francja      | Twickenham Stadium, Londyn Widzów: 40 000 Sędzia: William Robertson |
| 31 stycznia 1920 | Davies 3 (P) Greenwood 5 (pd, K) | 8:3(3:3) | Crabos 3 (P) | Twickenham Stadium, Londyn Widzów: 40 000 Sędzia: William Robertson |

| 7 lutego 1920 | Szkocja                    | 9:5(0:5) | Walia             | Inverleith, Edynburg Sędzia: Sam Crawford |
| 7 lutego 1920 | Sloan 3 (P) Kennedy 6 (2K) | 9:5(0:5) | Jenkins 5 (P, pd) | Inverleith, Edynburg Sędzia: Sam Crawford |

| 14 lutego 1920 | Irlandia                         | 11:14(3:0) | Anglia                                                                | Lansdowne Road, Dublin Sędzia: William Robertson |
| 14 lutego 1920 | Dickson 3 (P) Lloyd 8 (P, pd, K) | 11:14(3:0) | Lowe 3 (P) Mellish 3 (P) Myers 3 (P) Wakefield 3 (P) Greenwood 2 (pd) | Lansdowne Road, Dublin Sędzia: William Robertson |

| 17 lutego 1920 | Francja                         | 5:6 | Walia                       | Stade Olympique Yves-du-Manoir, Colombes Widzów: 30 000 Sędzia: W. Craven |
| 17 lutego 1920 | Jauréguy 3 (P) Struxiano 2 (pd) | 5:6 | Powell 3 (P) Williams 3 (P) | Stade Olympique Yves-du-Manoir, Colombes Widzów: 30 000 Sędzia: W. Craven |

| 28 lutego 1920 | Szkocja                                                    | 19:0(13:0) | Irlandia | Inverleith, Edynburg Sędzia: James Baxter |
| 28 lutego 1920 | Angus 3 (P) Browning 3 (P) Crole 6 (2P) Kennedy 7 (2pd, K) | 19:0(13:0) |          | Inverleith, Edynburg Sędzia: James Baxter |

| 13 marca 1920 | Walia                                                                              | 28:4(17:0) | Irlandia         | Cardiff Arms Park, Cardiff Widzów: 35 000 Sędzia: Frank Potter-Irwin |
| 13 marca 1920 | Jenkins 11 (P, 2pd, dg) Parker 3 (P) Whitfield 3 (P) Williams 9 (3P) Wetter 2 (pd) | 28:4(17:0) | McFarland 4 (dg) | Cardiff Arms Park, Cardiff Widzów: 35 000 Sędzia: Frank Potter-Irwin |

| 20 marca 1920 | Anglia                                                  | 13:4(10:4) | Szkocja               | Twickenham Stadium, Londyn Widzów: 40 000 Sędzia: T. Schofield |
| 20 marca 1920 | Harris 3 (P) Kershaw 3 (P) Lowe 3 (P) Greenwood 4 (2pd) | 13:4(10:4) | Bruce-Lockhart 4 (dg) | Twickenham Stadium, Londyn Widzów: 40 000 Sędzia: T. Schofield |

| 3 kwietnia 1920 | Irlandia                 | 7:15(0:9) | Francja                                            | Lansdowne Road, Dublin Widzów: 40 000 Sędzia: James Tennent |
| 3 kwietnia 1920 | Price 3 (P) Lloyd 4 (dg) | 7:15(0:9) | Gayraud-Hirigoyen 3 (P) Got 6 (2P) Jauréguy 6 (2P) | Lansdowne Road, Dublin Widzów: 40 000 Sędzia: James Tennent |

## Inne nagrody
- Calcutta Cup –  Anglia (po zwycięstwie nad Szkocją)
- Drewniana łyżka –  Irlandia (za zajęcie ostatniego miejsca w turnieju)